# ヒットパレードクラブ
ヒットパレードクラブ（HITPARADE CLUB）は、大分県別府市にある老舗のオールディーズライブハウス。専属バンド「ヒットパレーダース」による1950年-1960年代のアメリカン・ポップスを中心とした生演奏を楽しめる。

## 概要
1988年、深瀬俊夫（作曲家・編曲家）が別府市で経営していたキャバレーをライブハウスに業態転換し「音楽博物館ヒットパレードクラブ」を開店。2014年1月、運営会社「窓」の経営難で一時休業したが、新たな運営会社「スピリッツ」が経営を引き継ぎ同年4月2日に再開した。
2017年4月23日、「ヒットパレードクラブ」が入居する鉄筋4階建てのビルが火災によって全焼。出火原因は特定できなかった。営業再開には数カ月かかる見通しであったが、3日後の26日には別府駅前通りのイベントスペースに仮移転し営業を再開した。火災に遭ったビルの再建が見込めないため、9月に別府市中心部の空きビルで旧店舗の内装を再現した新店舗の開設を計画し、6月からインターネットの資金調達サイトなどで支援を呼び掛ける。支援金は郵送なども含み約1063万円が集まる。2017年9月13日、新店舗での営業を開始。店名も「音楽博物館ヒットパレードクラブ」から「別府ヒットパレードクラブ」に改称した。

## 所在地
- 〒874-0920 大分県別府市北浜 2-1-28

座標: 北緯33度16分46秒 東経131度30分12.6秒 / 北緯33.27944度 東経131.503500度